# Говерт Флінк
Говерт (або Говарт) Флінк (нідерл. Govert ( Govaert) Teuniszoon Flinck; 25 січня 1615, Клеве — 2 лютого 1660, Амстердам) — один із найвидатніших нідерландських живописців так званої Золотої доби голландського мистецтва. Відомий портретист і майстер історичного живопису. 

## Життєпис
Говерт Флінк народився в місті Клеве, колишній столиці герцогства Клеве в Німеччині. Юний Флінк спочатку навчався в місцевого кравця. Незабаром, батько помітив у хлопця неабиякий талант до малювання й за його сприяння, майбутній художник потрапив на навчання до відомого голландського живописця й пастора Ламберта Якобса в Леуварден. 
Під час навчання Говерт Флінк заприятелював з Якобом Баккером. Молоді художники приєдналися до релігійного руху менонітів. Поблизу майстерні Ламберта Якобса мешкала родина відомого бургомістра, адвоката й вченого Ромбертуса ван Ейленбурга, дочка якого, Саскія згодом вийшла заміж за Рембрандта. Натхненні творчістю видатного майстра, Говерт Флінк разом з Якобом Баккером, 1633 року переїжджають до Амстердама. Говерту вдалося отримати місце учня в майстерні Рембрандта. Німецький художник та мистецтвознавець Йоахим фон Зандрарт, що відвідав Голландію 1637 року, відзначив Говерта Флінка як одного з найкращих учнів Рембрандта.  
Впродовж багатьох років Говерт Флінк вдосконалював своє вміння малювати в рембрандтському стилі (про це свідчать його роботи виконані в період між 1636 і 1648 роками). Вдосконалюючи жанр історичного полотна Говерт Флінк захопився грандіозною технікою Пітера Пола Рубенса, як майстром історичного живопису, та іншими представниками фламандського бароко.   
Важливу роль у творчості й особистому житті Говерта відіграло рідне місто Клеве. 1946 року Говерт Флінк був запрошений до двору Великого курфюрста Фрідріха Вільгельма I Бранденбурзького на церемонію одруження з Луїзою Оранською. Також, творчістю Флінка захопився Йоган Мауріц ван Нассау-Зіген, який згодом став володарем Клеве (1649). 
1652 року Говерт Флінк отримав статус громадянина Амстердама, а 1656 року одружився з Софі ван дер Гоувен, дочкою одного з директорів Голландської Ост-Індської компанії. Говерта Флінка часто запрошували до вишуканого товариства, де він познайомився з поетом Йостом ван ден Вонделем і скарбником Йоганесом Уттенбогаардом. У своєму будинку, який був прикрашений античними статуями й розкішною колекцією гравюр, Флінк неодноразово приймав штатгальтера Йогана Мауріца ван Нассау-Зігена.   
Говерт Флінк помер в Амстердамі 2 лютого 1660 року. 

## Творчість

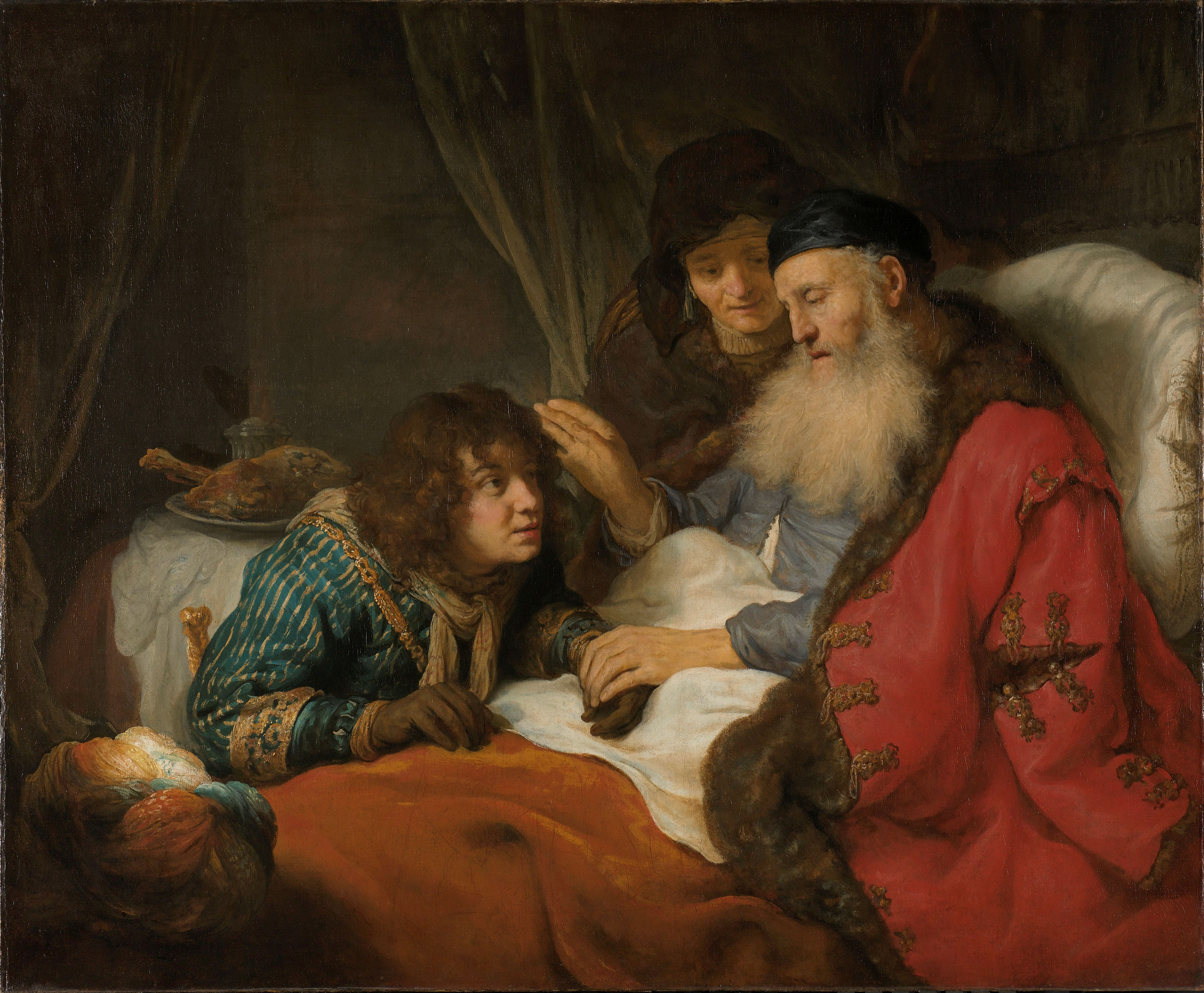
Ісаак благословляє Якова (1638)

Одними з ранніх картин Говерта Флінка вважаються портрети «Юна пастушка» (1636 рік, Брауншвейг) і «Пастушок» (1636 рік, Амстердам). Він пише портрети, етюди голови, створює картини за біблійним сюжетом. 1638 року створив відому картину «Ісаак Благословляє Якова», що зберігається в Амстердамі. Всі ці картини були намальовані в кращих традиціях стилю Рембрандта.  
Говерт Флінк автор двох чудових групових портретів: чотирьох гвардійців («Four governors of the arquebusiers' civic guard», 1642) і дванадцять мушкетерів («Militiamen from the Company of Captain Joan Huydecoper  (1599–1661) and Lieutenant Frans Oetgens van Waveren (1619–1659) celebrating the Peace of Münster»; 1648), що знаходяться в Амстердамі. Кращим твором у стилі історичного живопису вважається полотно великого розміру, на якому зображено укладання Мюнстерского мирного договору з дев′ятнадцятьох фігур у повний зріст. Найкращими творами в жанрі гігантських картин є полотна «Marcus Curius Dentatus refuses the gifts of the Samnites» (1656) і «Молитва Соломона» (1658), написані для нової амстердамської ратуші.  
У листопаді 1659 року бургомістр Амстердама уклав контракт із Говертом Флінком на написання ним дванадцяти картин, що повинні були зображувати героїчні постаті Давида, Самсона, Манія Курія Дентата й Публія Горація Коклеса, а також сцени з батавійцями й римлянами. На жаль, у зв′язку зі смертю Говерта Флінка роботу закінчили інші художники. Говер Флінк із цього замовлення встиг написати лише чотири ескізи.    

## Галерея

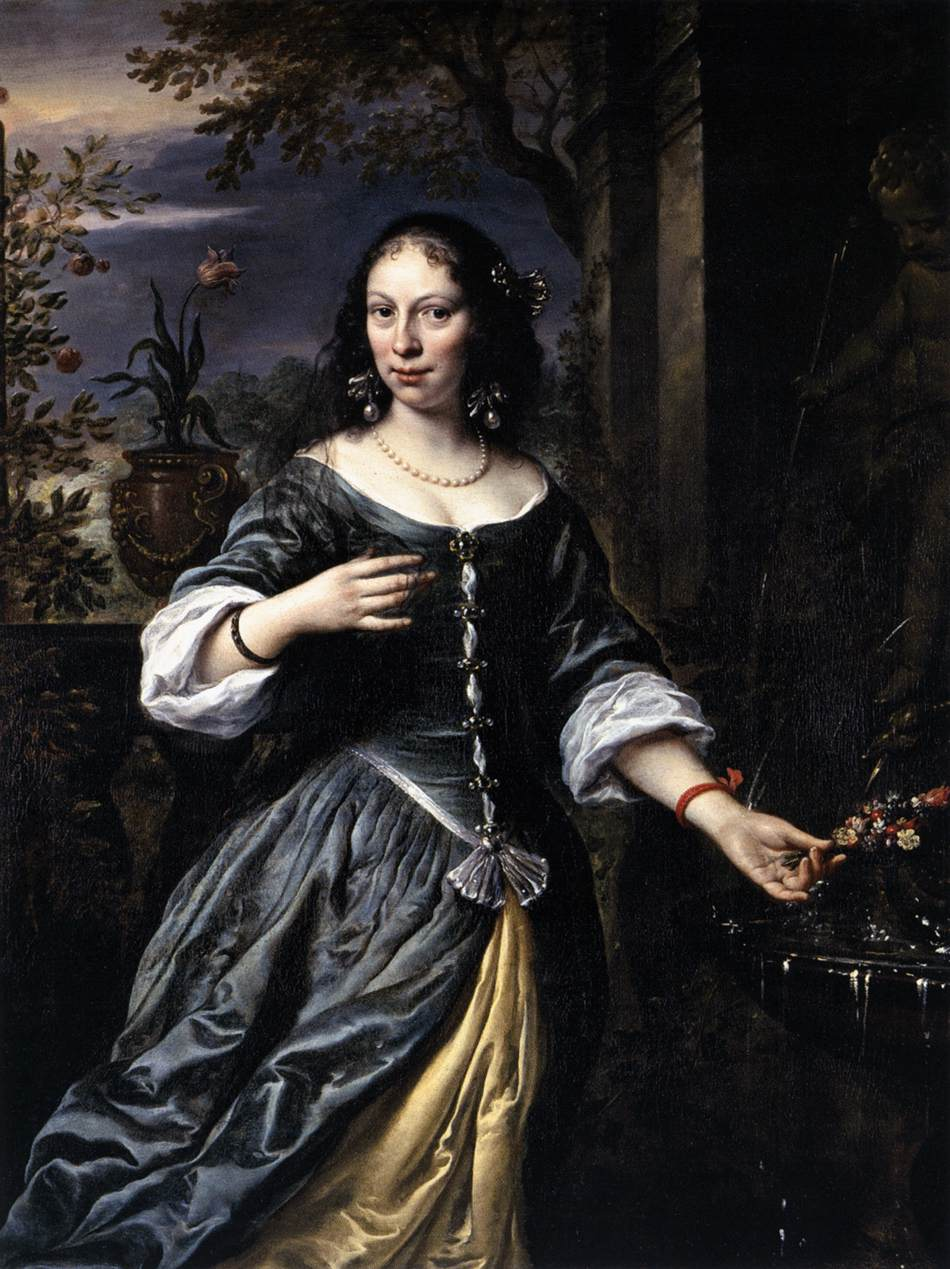
Портрет Susanna van Baerle. (1655, Кассельська картинна галерея)
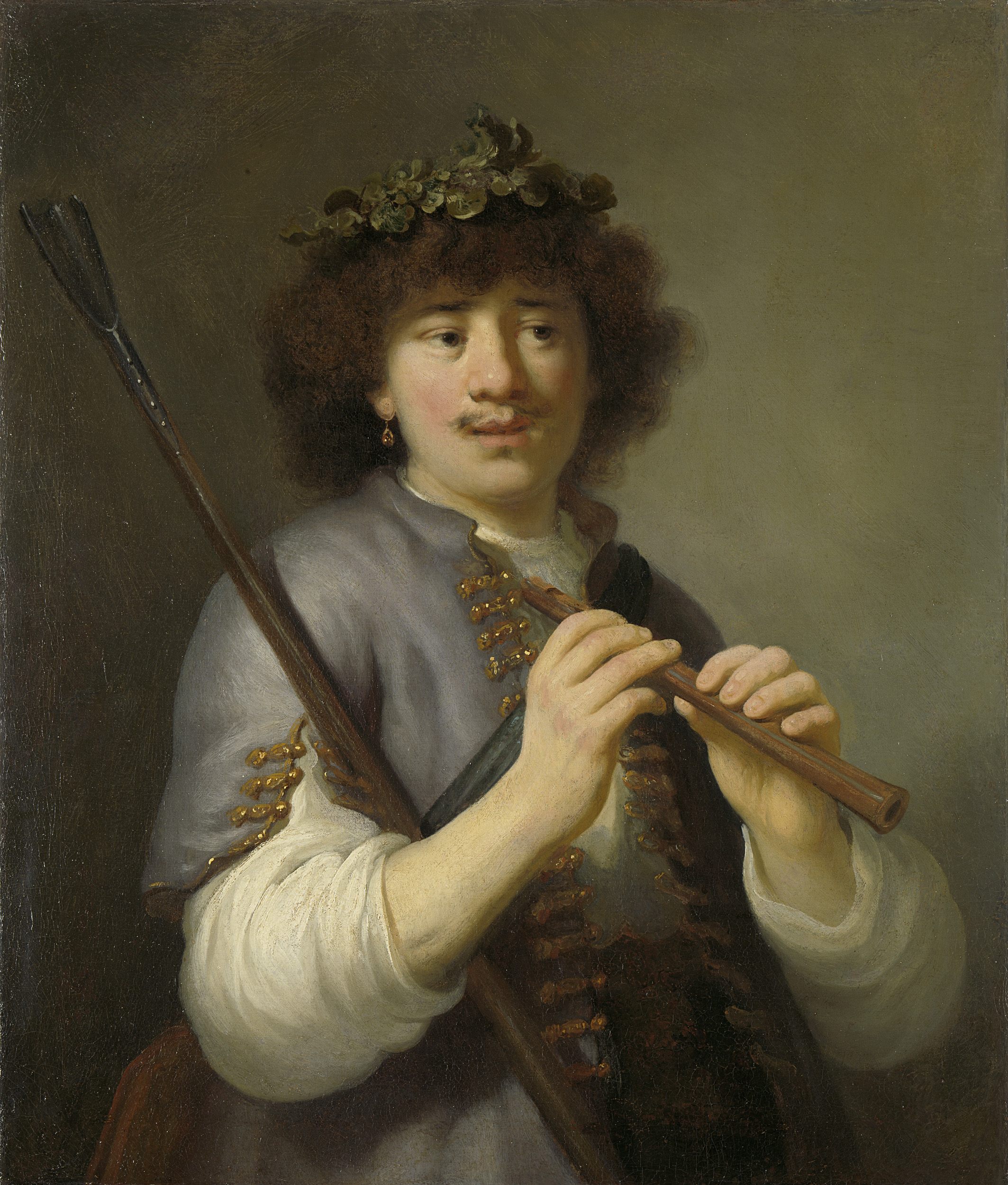
Рембрандт як пастух з палицею та флейтою (1636, Рейксмузей, Амстердам)
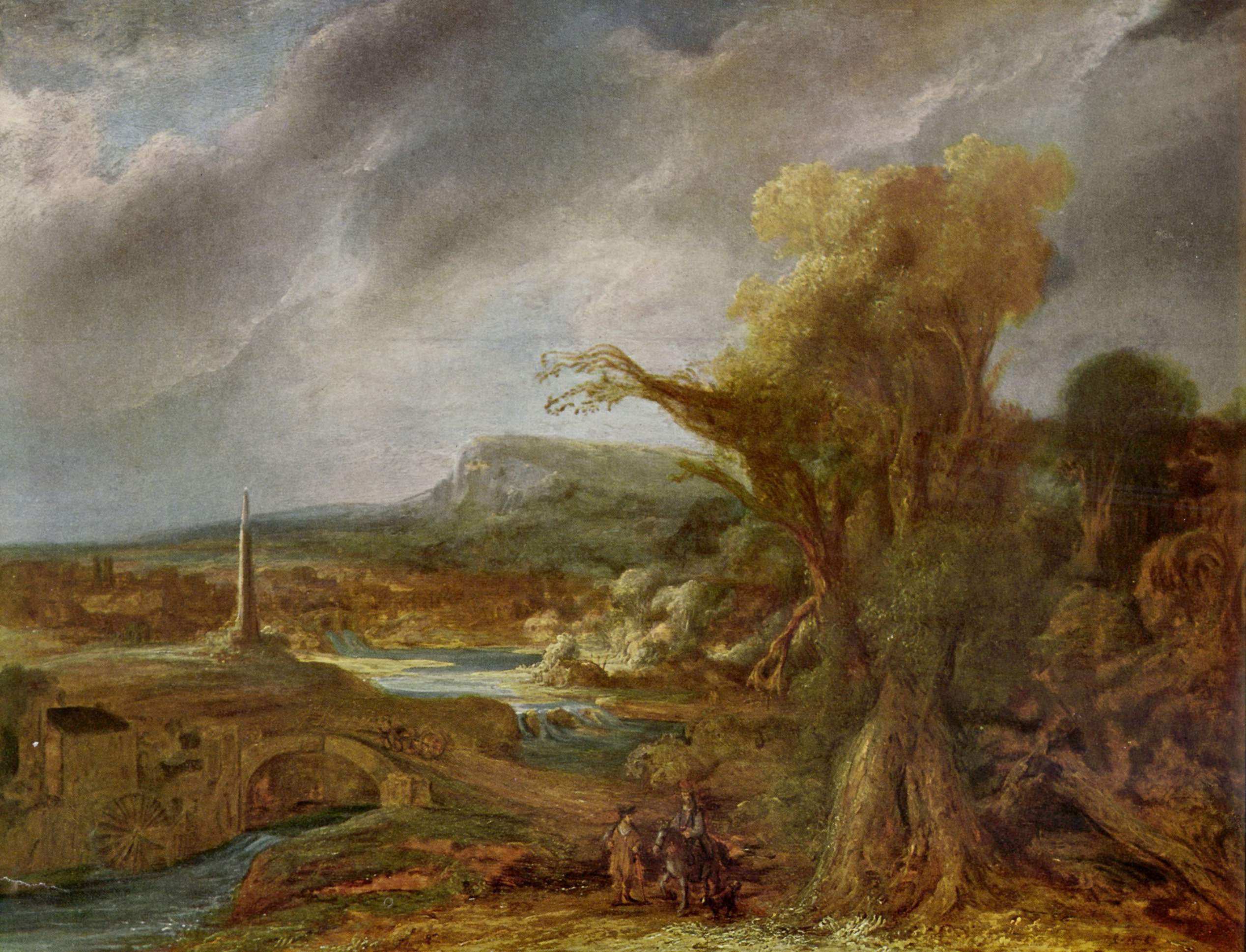
Пейзаж з обеліском. Картина була викрадена 1990 року з музею Гарднер у Бостоні.
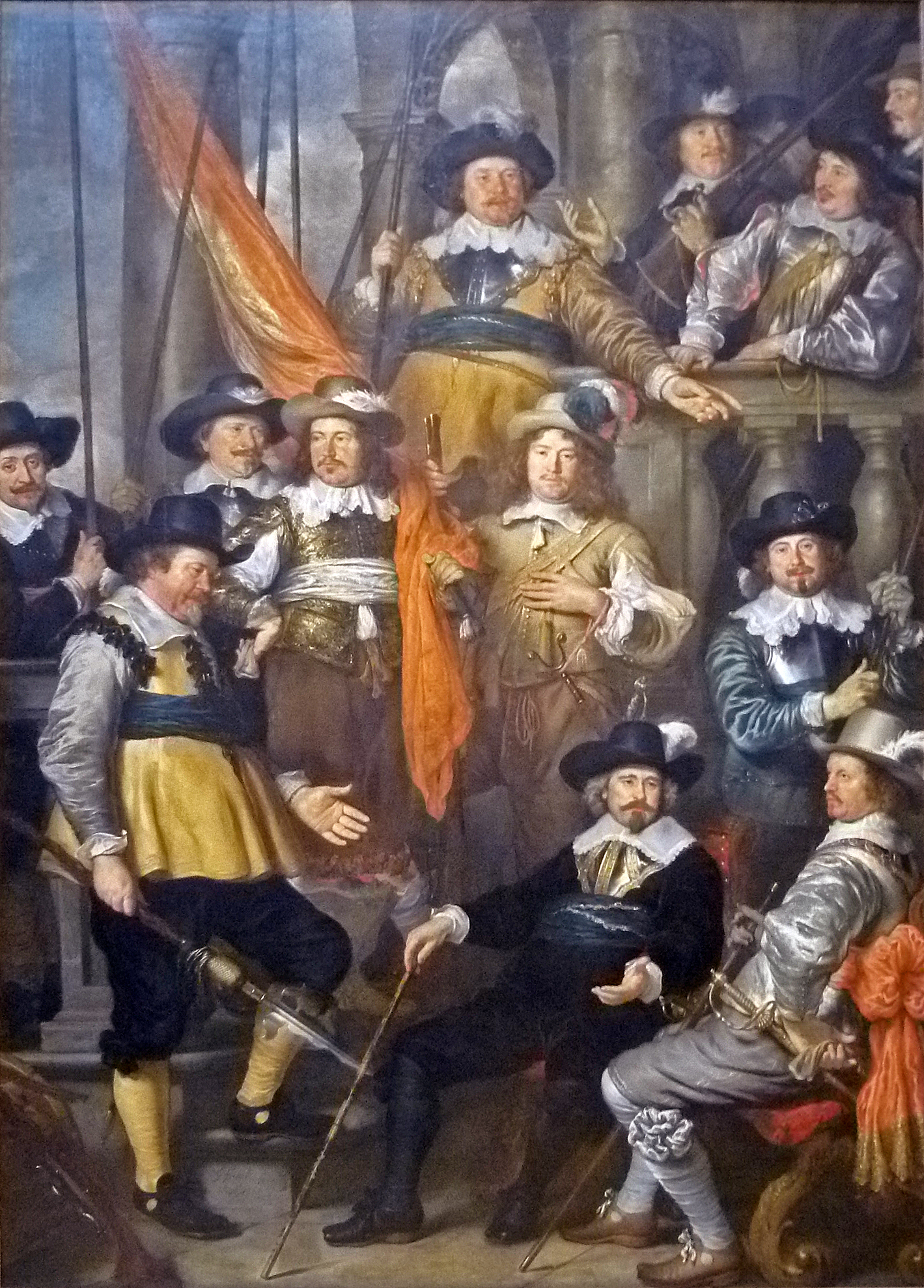
Ополченська рота XVIII округу під командуванням капітана Альберта Баса (1645, Рейксмузей, Амстердам)
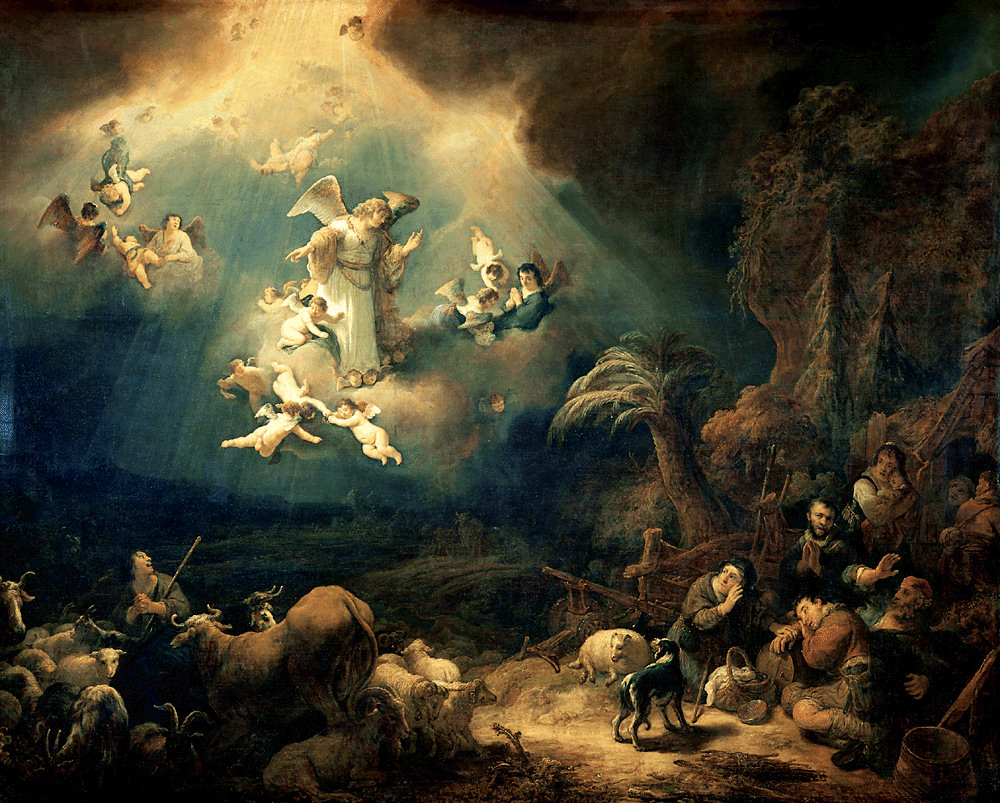
Angels Announcing the Birth of Christ to the Shepherds Annunciation to the shepherds (1639, Лувр, Париж)